# Pentatlo aeronáutico
É uma prova desportiva combinada, baseada na exigência do treino do piloto, isto é, todo o conjunto de provas foi concebida tendo em consideração criar um espírito próprio que os pilotos devem possuir, que deve ser, simultaneamente, individualista e fraternal, audacioso, reflectido, sistemático e desembaraçado.
Nesta competição, apenas podem participar, pessoal navegante. As competições a nível continental e mundial são realizadas sob o auspício do Conselho Internacional do Desporto Militar (CISM). Esta modalidade desportiva também é conhecida por P.A.I.M., Pentatlo Aéreo Internacional Militar.

## Provas
As provas que compõem este pentatlo são as seguintes:
- Tiro
- Esgrima
- Natação com Obstáculos
- Basquetebol
- Evasão (Prova mista compreendendo uma pista de obstáculos e uma corrida de Orientação)

Como prova complementar ao pentatlo aeronáutico realiza-se um rali aéreo com a finalidade de testar as capacidades de pilotagem no planeamento duma missão, na navegação de baixa altitude e no tempo cronometrado e correcto para atingir diversos objectivos programados (chekpoints).

## História
A modalidade foi idealizada pelo Comandante E. Petit da Força Aérea Francesa que, em 1948, logo após a Segunda Guerra,teve a ideia de criar esta competição. O objetivo era manter e aprimorar o treinamento das equipagens de combate que haviam atuado na Guerra. Para tal, as modalidades foram escolhidas de modo que os atributos físicos e psicológicos fossem semelhantes àqueles que o piloto militar necessita em sua atividade de combate: RESISTÊNCIA, AGILIDADE, COORDENAÇÃO, PRECISÃO, AUTO-CONTROLE,RAPIDEZ DE RACIOCÍNIO,FORÇA, dentre outras.
Desde sua criação, já se realizaram mais de cinquenta edições de Campeonatos Mundiais Militares de Pentatlo Aeronáutico, tem sido a Suécia o país que mais vezes conquistou o título de campeão, quer individualmente, quer por equipe. Países como a Finlândia, a Espanha e o Brasil são outros que também possuem tradição e ótimos resultados nesta modalidade desportiva militar.

## Descrição das Provas

### Esgrima
- Objectivo: Permitir avaliar e treinar a velocidade, a precisão das reacções motoras, desenvolver a “reacção de escolha” tão útil ao piloto.

- Prova atlética: A prova de esgrima utilizada é a de espada (eléctrica).

Os concorrentes são reunidos numa só poule, onde cada um joga com todos, à melhor de três toques.
A classificação da prova de esgrima é individual e é estabelecida pelo número de vitórias.

### Basquetebol
- Objectivo: Permitir desenvolver a velocidade, a destreza, a precisão e a coordenação características que o piloto deve possuir.

- Prova atlética: Dos principais gestos técnicos do Basquetebol retiraram-se quatro exercícios com bola que devem ser executados sem ordem e sem interrupções num terreno ou quadra regulamentar.

Os exercícios procuram avaliar as seguintes capacidades fìsicas:
- - Destreza – Efectuar um percurso em drible ou finta, ao longo do campo de basquetebol contornando barreiras previamente colocadas.

- - Velocidade – Marcar a maior número de pontos, em 30 segundos com uma bola situada no local dos lances livres.

- - Coordenação – À distância de 4,60 metros efectuar cinco lançamentos com as bolas separadas 1, 80 metros

- - Descontracção - Marcar a maior número de pontos em 20 lançamentos no período de cinco minutos pela seguinte ordem: 10 lançamentos directos utilizando a tabela e 10 lançamentos directos sem tabela.

### Natação

Percurso na piscina

- Objectivo: A maior parte da superfície terrestre é composta por água. O piloto necessita de dominar o meio, por vezes hostil, para que numa emergência saiba lidar, vencer e salvar a sua própria vida. Além disso, faz desenvolver a velocidade, a força, a coordenação motora e o domínio do meio aquático.

- Prova atlética: Esta prova consiste em nadar 100 metros assim distribuídos:

Com mergulho dos blocos de partida nadar os primeiros 50 metros numa pista ou raia. Sair da água e correr, aproximadamente, 5 metros, voltar a mergulhar e efectuar os restantes 50 metros, mas, existindo neste percurso dois obstáculos a transpor.
O estilo a utilizar é opcional.

### Tiro
- Objectivo: Desenvolver, a concentração, a precisão e o auto-domínio características que o piloto de combate deve possuir.

- Prova atlética: O tipo de competição utilizado é a pistola de ar. Cada concorrente efetua quarenta disparos de precisão em uma única série, a 15 metros.

### Evasão
- Objectivo: Pôr o piloto numa situação onde todo o seu treino físico militar será posto à prova. Um piloto que seja abatido em território inimigo terá que dispor de vários conhecimentos que lhe permita evadir-se, orientar-se através de um terreno hostil e conseguir chegar a salvo junto das tropas amigas.

- Prova atlética. Esta competição é consubstanciada por duas provas distintas:

- - Pista de obstáculos num percurso de 300 a 400 metros com 10 ou 12 obstáculos para transpor. As regras são as mesmas que o Pentatlo Militar.
  - Uma prova de Orientação, com a distância a percorrer de, aproximadamente, 9 000 metros com seis postos de controlo.

## Sistema de Classificação/pontuação
As provas são avaliadas e pontuadas segundo tabelas prédefinidas.
Alguns exemplos:
- Esgrima - 80% de vitórias=1000 pontos
- Natação – 55 segundos = 1 300 pontos; 1 min e 5 segundos 1000 pontos
- Tiro - 200 pontos =  1300 pontos; 180 pontos = 1000 pontos

Nas restantes competições a classificação é obtida mediantes tabelas que entram em conta com os resultados médios obtidos.

## Recordes mundiais
| Tiro | 196 =1240 pontos | Cap Peter Carlsson (SWE) | 2004 | Natação | 1.00.7 | 2º. Ten Kudinov (RUS) | 1997 | Basquetebol | 177.7 =1450 pontos | Cap C. Ozer (TUR) | 2004 | Pentatlo Aeronáutico Individual | 5079 pontos | Cap Romereo Cuenca (ESP) | 1996 | Pentatlo Aeronáutico Equipas | 14 478 pontos | Espanha | 1983 |

Observações: Recordes à data da elaboração deste artigo (Novembro de 2005)